# Conselho Nacional de Política Fazendária
O Conselho Nacional de Política Fazendária (CONFAZ) é um órgão colegiado, criado pela Lei Complementar n° 24, de 7 de janeiro de 1975, formado pelos secretários de Fazenda, Finanças ou Tributação dos Estados e do Distrito Federal e presidido pelo Ministro da Fazenda. Tem como principal objetivo a celebração de convênios para efeito de concessão ou revogação de isenções, incentivos e benefícios fiscais e financeiros do ICMS.

## Antecedentes e origem
A criação do CONFAZ está vinculada à introdução no Brasil, em 1965, do Imposto sobre Circulação de Mercadorias (ICM) em substituição ao Imposto de Vendas e Consignações – IVC. Em 1967, ano inicial de autorização da cobrança desse novo tributo, foi editado ao Ato Complementar nº 34, que previa que os estados e territórios situados em uma mesma região geoeconômica celebrassem convênios, estabelecendo uma política comum em matéria de isenções, reduções ou outros favores fiscais relativos ao ICM. Dessa forma, apesar de existir a previsão de que a regulação de concessão de isenções, reduções ou favores fiscais fosse feita por convênios desde 1967, esses eram firmados apenas entre estados e territórios situados na mesma região geoeconômica (Amazônia, Nordeste e Centro-Sul) e não havia uma instância unificada voltada à regulação da matéria.
Isso foi alterado em 1975, por meio da  Lei Complementar n° 24, que criou o CONFAZ ao estabelecer que os convênios do ICM à época, ICMS atualmente, que dispunham sobre benefícios fiscais relativos ao imposto deveriam ser celebrados em reuniões para as quais tivessem sido convocados representantes de todos os estados e do Distrito Federal, sob a presidência de representantes do governo federal. Em abril do mesmo ano, em reunião dos estados e Distrito Federal em Brasília, foi celebrado o Convênio ICM 08/75 (DOU 23.04.75), cuja cláusula primeira enuncia que “o colegiado estabelecido pela Lei Complementar nº 24, de 7 de janeiro de 1975, passa a se denominar "Conselho de Política Fazendária".
Do ponto de vista organizacional, o Decreto n° 76.085, de 6 de agosto de 1975,  ao dispor sobre a estrutura do Ministério da Fazenda, incluiu o Conselho de Política Fazendária como órgão colegiado da pasta. Em 1990, foi editada a Lei 8.082, que trouxe a nova denominação para o Conselho, com a inclusão da palavra Nacional, forma que permanece até hoje. 

## Organograma
O CONFAZ faz parte da estrutura do Ministério da Economia, estando vinculado à Secretaria Especial de Fazenda. O conselho é composto pelas seguintes unidades:
- Secretaria Executiva.
  - Coordenação do CONFAZ.
  - Coordenação do COTEPE.
  - Assessoria de Gabinete.
- Comissão Técnica Permanente do ICMS (COTEPE/ICMS).
  - Grupos de trabalho[7].

## Competências
São competências do CONFAZ:
- Promover a celebração de convênios, para efeito de concessão ou revogação de isenções, incentivos e benefícios fiscais do ICMS;

- Promover a celebração de atos visando o exercício das prerrogativas previstas nos artigos 102 e 199 da Lei nº 5.172, de 25 de outubro de 1966 - Código Tributário Nacional, como também sobre outras matérias de interesse dos Estados e do Distrito Federal;

- Sugerir medidas que visem à simplificação e à harmonização de exigências legais;

- Promover a gestão do Sistema Nacional Integrado de Informações Econômico-Fiscais (SINIEF), para a coleta, elaboração e distribuição de dados básicos essenciais à formulação  de políticas econômico-fiscais e ao aperfeiçoamento permanente das administrações tributárias;

- Promover estudos com vistas ao aperfeiçoamento da Administração Tributária e do Sistema Tributário Nacional como mecanismo de desenvolvimento econômico e social, nos aspectos de inter-relação da tributação federal e da estadual;

- Colaborar com o Conselho Monetário Nacional na fixação da Política de Dívida Pública Interna e Externa dos Estados e do Distrito Federal, para cumprimento da legislação pertinente, e na orientação das instituições financeiras públicas estaduais, de maneira a propiciar mais eficiência quanto ao suporte básico oferecido aos Governos estaduais.

## Presidentes
Lista de presidentes do CONFAZ desde a sua criação:
| Nº | Presidente                  | Cargo                | Início           | Término           |
| -- | --------------------------- | -------------------- | ---------------- | ----------------- |
| 1  | Mário Henrique Simonsen     | Ministro da Fazenda  | março de 1974    | março de 1979     |
| 2  | Karlos Rischbieter          | Ministro da Fazenda  | março de 1979    | janeiro de 1980   |
| 3  | Ernane Galvêas              | Ministro da Fazenda  | janeiro de 1980  | março de 1985     |
| 4  | Francisco Dornelles         | Ministro da Fazenda  | março de 1985    | agosto de 1985    |
| 5  | Dilson Funaro               | Ministro da Fazenda  | agosto de 1985   | abril de 1987     |
| 6  | Luiz Carlos Bresser Pereira | Ministro da Fazenda  | abril de 1987    | dezembro de 1987  |
| 7  | Mailson da Nóbrega          | Ministro da Fazenda  | janeiro de 1988  | março de 1990     |
| 8  | Zélia Cardoso de Mello      | Ministra da Fazenda  | março de 1990    | maio de 1991      |
| 9  | Marcílio Marques Moreira    | Ministro da Fazenda  | maio de 1991     | outubro de 1992   |
| 10 | Gustavo Krause              | Ministro da Fazenda  | outubro de 1992  | dezembro de 1992  |
| 11 | Paulo Roberto Haddad        | Ministro da Fazenda  | dezembro de 1992 | fevereiro de 1993 |
| 12 | Eliseu Resende              | Ministro da Fazenda  | março de 1993    | maio de 1993      |
| 13 | Fernando Henrique Cardoso   | Ministro da Fazenda  | maio de 1993     | março de 1994     |
| 14 | Rubens Ricupero             | Ministro da Fazenda  | março de 1994    | setembro de 1994  |
| 15 | Ciro Gomes                  | Ministro da Fazenda  | setembro de 1994 | dezembro de 1994  |
| 16 | Pedro Malan                 | Ministro da Fazenda  | dezembro de 1994 | dezembro de 2002  |
| 17 | Antônio Palocci             | Ministro da Fazenda  | janeiro de 2003  | março de 2006     |
| 18 | Guido Mantega               | Ministro da Fazenda  | março de 2006    | dezembro de 2014  |
| 19 | Joaquim Levy                | Ministro da Fazenda  | janeiro de 2015  | dezembro de 2015  |
| 20 | Nelson Barbosa              | Ministro da Fazenda  | dezembro de 2015 | maio de 2016      |
| 21 | Henrique Meirelles          | Ministro da Fazenda  | maio de 2016     | abril de 2018     |
| 22 | Eduardo Guardia             | Ministro da Fazenda  | abril de 2018    | dezembro de 2018  |
| 23 | Paulo Guedes                | Ministro da Economia | janeiro de 2019  | dezembro de 2022  |
| 24 | Fernando Haddad             | Ministro da Fazenda  | janeiro de 2023  | —                 |